# Prelude to a Dream
Prelude to a Dream est le premier album de la chanteuse américaine Jackie Evancho, sorti le 10 novembre 2009.
Evancho avait 9 ans au lancement de l'album. L'album consiste, pour l'essentiel, de classiques chiasmatypiques comme Con te partirò et The Prayer (en) d'Andrea Bocelli, To Where You Are (en) de Josh Groban et Concrete Angel (en) de Martina McBride. L'album inclus en outre des pièces classiques, ainsi qu'une interprétation de l'hymne chrétienne Amazing Grace, parmi d'autres.